# Mediana

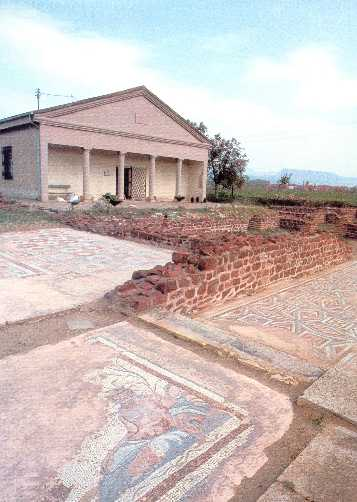
Mosaiken in Mediana

Mediana ist eine bedeutende archäologische Ausgrabungsstätte der spätrömischen Epoche in Serbien. Die Ausgrabungsstätte liegt in einem östlichen Vorort von Niš, dem antiken Naissus in Moesia superior. Mediana war eine kaiserliche Residenz, in deren Zentrum sich eine spätantike Villa, ein Peristyl sowie die Thermen aus der Zeit Kaiser Konstantins des Großen befanden. Mediana diente ausschließlich dem Kaiser und seiner Familie als Residenz in Naissus.
In Naissus wurde Konstantin der Große geboren und wuchs dort auch auf. Auf ihn geht der Bau der Residenz in Mediana zurück, wo er sich nach historischen Quellen auch in den Jahren 315, 319, 324, und 334 aufhielt. Nach seinem Tod 337 wurde die Residenz in Mediana von verschiedenen weiteren Kaisern genutzt. Konstantins Söhne Constantius II. und Constans waren im Winter 340 in Naissus. Später nutzte Constans die Villa als temporäre Residenz. Nachdem Vetranio, Kommandant der Donauarmee, in Sirmium zum Kaiser proklamiert wurde, übergab er 350 die imperialen Insignien an Constantius II. in Naissus. Kaiser Julian befand sich am Ende des Jahres 361 unerwartet einige Zeit in Naissus während seines Feldzugs gegen Constantius II. Während der zwei Monate schrieb er von Naissus aus an den römischen Senat, nach Athen und Korinth, um sich Unterstützung zu sichern. Valentinian I. hielt sich 364 in Naissus auf, was aus verschiedenen imperialen Edikten hervorgeht. Naissus war die Heimatstadt eines weiteren römischen Kaisers, Constantius III. (425), Ehemann von Galla Placidia, Vater von Valentinian III. Die Residenz wurde nach den Einfällen der Hunnen unter Attila 442 aufgegeben.
Mediana liegt an der Ferienstraße „Straße der Römischen Kaiser“, die alle wichtigen römischen und spätantiken Grabungsstädten in Serbien verbindet.